# 팬아메리카 태권도 선수권 대회
팬아메리카 태권도 선수권 대회(영어: Pan American Taekwondo Championships)은 1978년 멕시코시티에서 처음 개최된 아메리카 태권도 선수권 대회이다. 팬아메리카 태권도 연맹의 주최하에 2년마다 개최된다.